# Потіцька сільська рада (Миронівський район)
Потіцька сільська рада — колишній орган місцевого самоврядування у Миронівському районі Київської області з адміністративним центром у селі Потік.
У 2020 році територію сільської ради було приєднано до Миронівської міської громади. У селі Потік діє староста.

## Загальні відомості
Історична дата утворення: в 1921 році.[джерело?]

## Населені пункти
Сільській раді були підпорядковані населені пункти:
- с. Потік

## Склад ради
Рада складалася з 16 депутатів та голови.

### Керівний склад ради
| ПІБ                         | Основні відомості                                                                  | Дата обрання | Дата звільнення |
| --------------------------- | ---------------------------------------------------------------------------------- | ------------ | --------------- |
| Музичка Людмила Анатоліївна | Сільський голова, 1965 року народження, освіта, член Соціалістичної партії України | 26.03.2006   | 31.10.2010      |
| Музичка Людмила Анатоліївна | Сільський голова, 1965 року народження, освіта вища, позапартійна                  | 31.10.2010   |                 |

Примітка: таблиця складена за даними джерела